# Experiment Fear
Experiment Fear ist eine US-amerikanische Death-Metal-Band aus Appleton, Wisconsin, die im Jahr 1989 gegründet wurde.

## Geschichte
Nachdem der Gitarrist Jeff Loomis bereits im Jahr 1988 mit der Band System im Jahr 1988 ein Demo aufgenommen hatte, das vier Lieder umfasste, trat er im Folgejahr der frisch gegründeten Band Experimental Fear bei. Im Jahr 1991 folgte mit Choir Invisible ein erstes Demo, worauf die Gruppe neben Loomis aus dem Gitarristen Phil DesLauriers, dem Sänger Danny Miller und dem Schlagzeuger Jon Griesbach bestand. Danach verließ Loomis die Band, um Sanctuary und Nevermore beizutreten. Zudem veröffentlichte im Jahr 2008 ein Soloalbum namens Zero Order Phase. Auf dem nächsten Demo Fool’s Paradise, das im Jahr 1993 folgte, war Joe Wege als neuer Sänger zu hören. Danach wurde Death Chamber Audio auf die Band aufmerksam. Mit dem Produzenten Brian Griffin (Broken Hope) nahm die Band neues Material auf. Diese wurde daraufhin von Massacre Records lizenziert und 1995 als Album Assuming the Godform veröffentlicht. Auf dem Album war Joe Ptacek von Broken Hope in den Liedern Compelled und Jester of the Anxious als Gastmusiker zu hören. Im Jahr 2000 folgte ein weiteres Demo, ehe die Gruppe im Jahr 2003 Pläne für eine Veröffentlichung einer EP namens Engender the Hatred äußerte, die jedoch bisher nicht erschien. Die Band bestand mittlerweile aus dem Bassisten und Sänger Tom Ales, Joe Schermitzler der vom Bass zum Schlagzeug gewechselt hatte, dem Gitarristen Scott Ebbens und dem Gitarristen und Sänger Phil DesLauriers.

## Stil
Als Einflüsse nennt die Band vor allem Gruppen wie Pestilence, Kreator und Morbid Saint. Laut Leimy von crossfire-metal.de spiele die Band auf Assuming the Godform technisch recht anspruchsvollen Death Metal. Ansonsten sei es typischer aggressiver US-amerikanischer Death Metal, der an die beiden ersten Werke von Oppressor erinnere. In den Liedern gebe es „erstaunlich thrashige und sogar melodische Parts bis hin zu mächtig groovenden Midtempo-Parts“. Die in den Liedern verwendeten Gitarrensoli würden teilweise sehr stark an James Murphy erinnern.

## Diskografie
- Choir Invisible (Demo, 1991)
- Fool's Paradise (Demo, 1993)
- Assuming the Godform (Album, 1994)
- Demo 2000 (Demo, 2000)